# Jacques Barbeu du Bourg
Jacques Barbeu-Dubourg, född 12 februari 1709 i Mayenne, Frankrike, död 13 december 1799 i Paris, var en fransk läkare, botaniker och författare, känd för att ha översatt Benjamin Franklins verk till franska och för att ha uppfunnit ett herrparaply utrustat med åskledare. Han invaldes 1754 som utländsk ledamot av svenska Vetenskapsakademien.

## Biografi
Barbeu-Dubourg inledde först teologiska studier, men övergav detta för att ägna sitt liv åt vetenskapen. Han studerade medicin i Paris och doktorerade 1748. Han var en ivrig anhängare av Benjamin Franklins arbete, och de upprätthöll en regelbunden vänlig korrespondens. Han översatte några av Franklins tidiga experimentella verk till franska 1762 och publicerade det i Gazette d'Epidaure, hans medicinska tidskrift. Han fortsatte med att publicera sin franska översättning av Franklins Observations and Experiments 1773. Barbeu-Dubourgs "paraplyåskstång", ett paraply utrustat med en hög spik och efterföljande kedja, var utformad för att ge samma skydd för herrar som eftersträvades av dåtidens damer som bar åskledare på sina hattar.
Barbeu-Dubourg var medlem av Royal Society of Medicine i Paris, Medical Society of London och American Philosophical Society of Philadelphia. Han skrev många böcker och rapporter, såsom:
- Chronographie, ou Description des tems, contenant toute la suite des souverains de l'univers et des principaux événements de chaque siècle... (Paris, 1753), ett av de mest ambitiösa av de kronografiska sjökort som producerades under den perioden.[10]
- Gazette d'Épidaure, ou Recueil de nouvelles de médecine avec des réflexions pour simplifier la théorie et éclairer la pratique (Paris, 1762).
- ''Le Botaniste françois, comprenant toutes les plantes communes et usuelles... (två band, Paris, 1767).[11]
- Petit Code de la raison humaine, ou Exposition succincte de ce que la raison dicte à tous les hommes pour éclairer leur conduite et assurer leur bonheur (Paris, 1789).[12]
- Chronographie universelle & details qui en dependent pour la Chronologie & les Genealogies förkortat till Carte chronographique var den första synkronoptikala visualiseringen som försökte kartlägga världshistorien från Edens lustgård till upplysningstiden.[13][14]

Barbeu-Dubourg i Paris och hans aska begravdes i kapellet i Saint-Symphorien-kyrkan i Saint-Germain-des-Prés. 

## Galleri

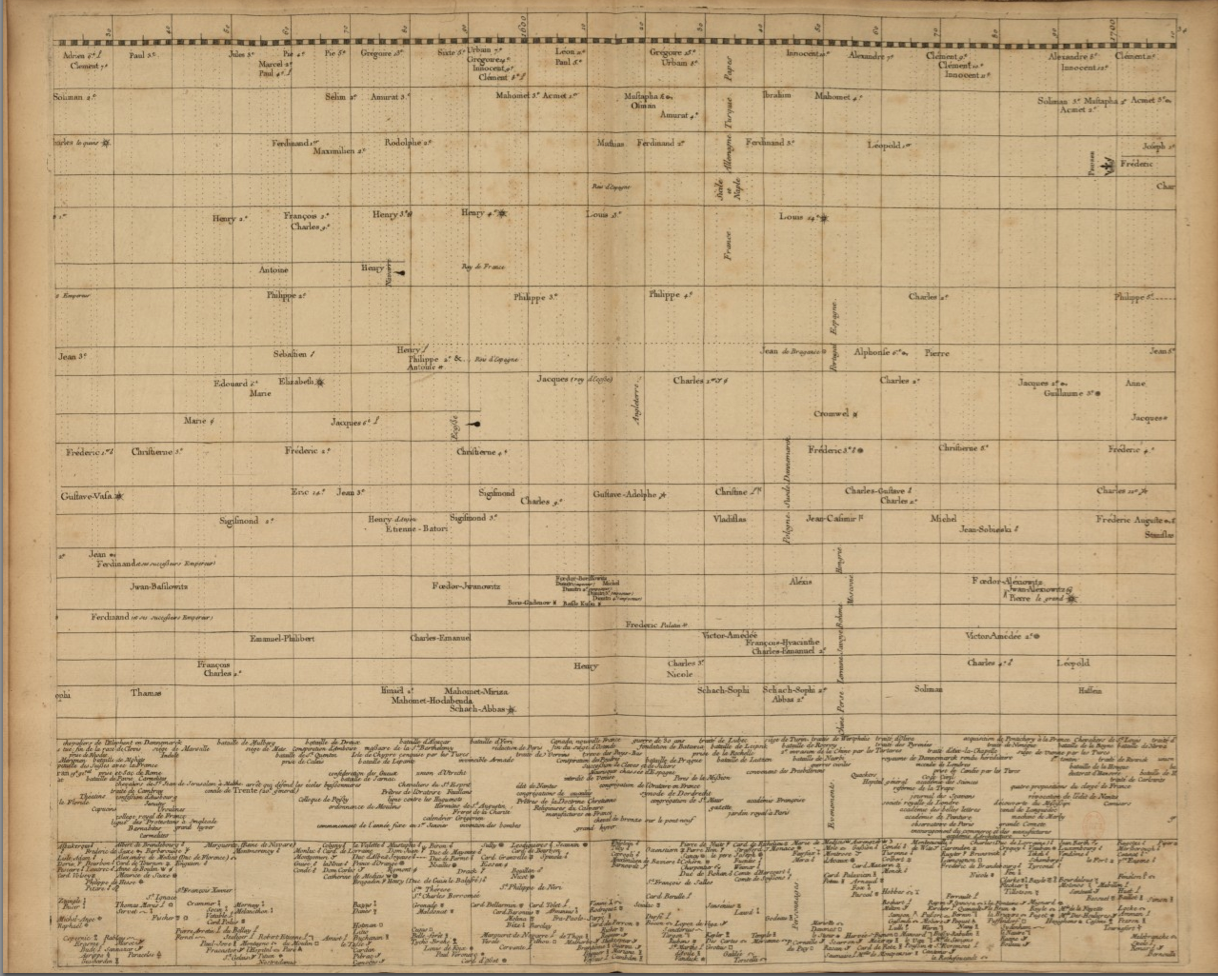
Jacques Barbeu-Dubourg, Chronographie, ou Description des Tems..., tablå 34, Paris 1753
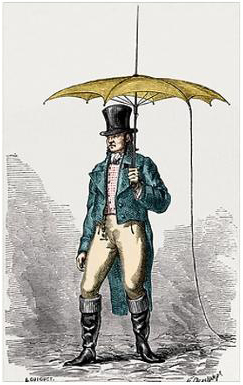
Paraply utrustat med åskledare, designad av Jacques Barbeu-Dubourg. 18th century gravyr
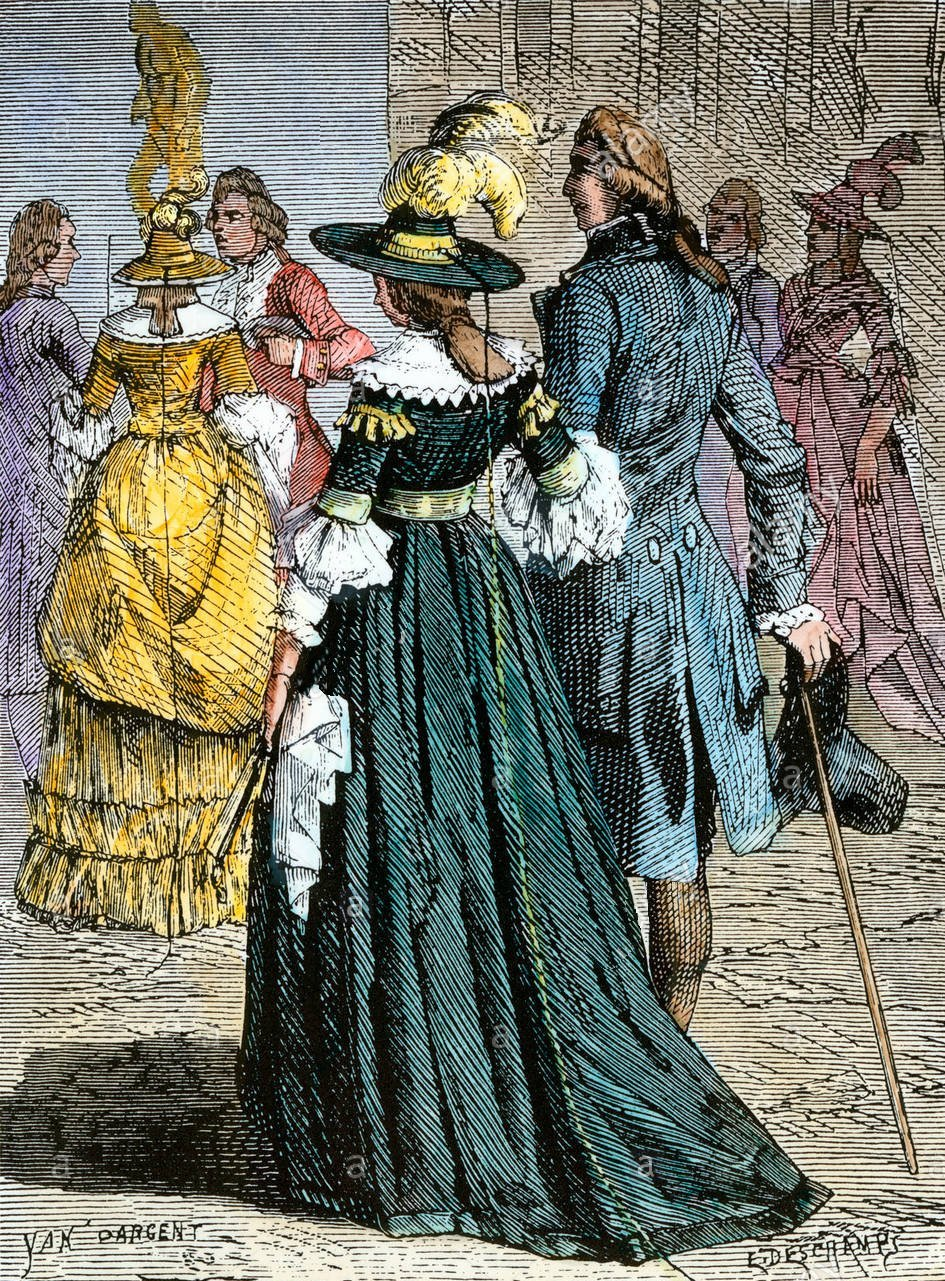
Åskledare hattar mode av ca 1778. Gravyr från 19-talet designad av Émile Deschamps (1822–1893) och Yan Dargent (1824–1899)